# Reece Prescod
Reece Prescod (Londra, 29 febbraio 1996) è un velocista britannico, medaglia d'argento nei 100 metri piani agli Europei di Berlino 2018.

## Biografia
Ai campionati europei di Berlino 2018 ha vinto la medaglia d'argento nei 100 m piani con il tempo di 9"96, chiudendo alle spalle del connazionale Zharnel Hughes, che lo ha preceduto di un centesimo, fissando il nuovo record dei campionati a 9"95.

## Palmarès
| Anno | Manifestazione  | Sede     | Evento      | Risultato  | Prestazione | Note                                     |
| ---- | --------------- | -------- | ----------- | ---------- | ----------- | ---------------------------------------- |
| 2017 | Mondiali        | Londra   | 100 m piani | 7º         | 10"17       |                                          |
| 2018 | Europei         | Berlino  | 100 m piani | Argento    | 9"96        | Miglior prestazione nazionale under 23   |
| 2021 | Giochi olimpici | Tokyo    | 100 m piani | Semifinale | dq          |                                          |
| 2022 | Mondiali        | Eugene   | 100 m piani | Batteria   | 10"15       |                                          |
| 2022 | Mondiali        | Eugene   | 4×100 m     | Bronzo     | 37"83       | Miglior prestazione personale stagionale |
| 2022 | Europei         | Monaco   | 100 m piani | 7º         | 10"18       |                                          |
| 2023 | Europei indoor  | Istanbul | 60 m piani  | 8º         | 6"64        |                                          |
| 2023 | Mondiali        | Budapest | 100 m piani | Semifinale | 10"26       |                                          |